# Fingerfisch
Der Fingerfisch (Polydactylus quadrifilis, Syn.: Polynemus quadrifilis) ist ein Meeresfisch aus der Familie der Fadenflosser.

## Beschreibung

### Merkmale
Der Fingerfisch wird maximal 2 Meter lang und ist damit neben Eleutheronema tetradactylum die größte Fadenflosserart. Etwa 32 Prozent der Standardlänge entfallen auf den Kopf, auf die Schwanzflosse etwa 37 Prozent. Die Brustflossen sind gelblich gefärbt. An jeder befinden sich 4 Fäden (bei den meisten anderen Fadenflossern sind es 5 bis 9 Fäden). Die erste Rückenflosse besteht aus 8 Hartstrahlen. Der dritte Hartstrahl ist der längste, der erste ist stark verkürzt. Erste und zweite Rückenflosse sind deutlich voneinander getrennt. Die Afterflosse und die zweite Rückenflosse sind groß und konkav. Erstere hat 3 Hartstrahlen und 11 Weichstrahlen, letztere einen Hartstrahl und 13 Weichstrahlen. Die homocerke Schwanzflosse ist groß und tief gegabelt. Die Flanken sind dunkelsilber, der Rücken ist dunkler gefärbt. Der Bauch ist weiß. Das Maul ist stark unterständig. Die großen Augen liegen weit vorne am Kopf.

### Lebensweise
Der Fingerfisch ist ein bodenbewohnender Raubfisch. Er ernährt sich bevorzugt von Krebstieren und Fischen. Mit den langen Flossenfäden kann er Nahrung am Grund aufspüren. Er ist ein guter und schneller Schwimmer.

## Heimat und Lebensraum
Der Fingerfisch bewohnt die westafrikanischen Küstengebiete vom Senegal im Norden bis zum Kongo im Süden. Außerdem ist er vor São Tomé und Príncipe zu finden. Gelegentlich hält er sich im Brackwasser auf. Er bevorzugt weichen, sandigen Untergrund.

## Bedeutung
Der Fingerfisch ist als Speisefisch in der kommerziellen Fischerei bedeutend, auch unter Sportfischern ist er beliebt. Er gilt als nicht gefährdet.